# Distretto di Baskil
Il distretto di Baskil (in turco Baskil ilçesi) è uno dei distretti della provincia di Elâzığ, in Turchia.